# Alopua Petoa
Alopua Petoa (24 de enero de 1990) es un futbolista nauruano que posee también la nacionalidad tuvaluana. Juega como delantero en el Waitakere City de Nueva Zelanda y es el máximo goleador de la Selección de fútbol de Tuvalu.

## Carrera
Jugó en el Tofaga entre 2006 y 2012. A finales de ese año viajó junto con Vaisua Liva a los Países Bajos para integrar la plantilla del VV Brabantia, luego de seis meses de entrenar y jugar amistosos con el elenco neerlandés se trasladó junto con Liva a Nueva Zelanda para firmar con el Waitakere City FC.

### Clubes
| Club                 | País          | Año             |
| -------------------- | ------------- | --------------- |
| Football Club Tofaga | Tuvalu        | 2006 - 2012     |
| VV Brabantia         | Países Bajos  | 2012 - 2013     |
| Waitakere City FC    | Nueva Zelanda | 2013 - Presente |

### Selección nacional
En total acumula 5 encuentros y 8 goles con la selección tuvaluana, lo que lo convierte en el máximo anotador del seleccionado de dicho país.

## Palmarés
| Título             | Club   | País   | Año  |
| ------------------ | ------ | ------ | ---- |
| Copa NBT           | Tofaga | Tuvalu | 2006 |
| Copa Independencia | Tofaga | Tuvalu | 2006 |
| Copa NBT           | Tofaga | Tuvalu | 2007 |
| Copa NBT           | Tofaga | Tuvalu | 2008 |
| Copa Navidad       | Tofaga | Tuvalu | 2010 |
| Juegos de Tuvalu   | Tofaga | Tuvalu | 2010 |
| Copa Independencia | Tofaga | Tuvalu | 2010 |
| Copa NBT           | Tofaga | Tuvalu | 2011 |
| Copa Independencia | Tofaga | Tuvalu | 2012 |
| Juegos de Tuvalu   | Tofaga | Tuvalu | 2012 |